# Цубецу

43°42′23″ пн. ш. 144°1′29″ сх. д. / 43.70639° пн. ш. 144.02472° сх. д.
Цубе́цу (яп. 津別町, つべつちょう, МФА: [t͡subet͡su̥ t͡ɕoː]) — містечко в Японії, в повіті Абасірі округу Охотськ префектури Хоккайдо. Станом на 1 жовтня 2008 року площа містечка становила 716,60 км². Станом на 31 березня 2017 населення містечка становило 4916 осіб.